# Eugène Antoine Durenne
Eugène Antoine Durenne (Parigi, 11 dicembre 1860 – 1944) è stato un pittore francese, cui la maggior parte dei quadri sono conservati al Museo d'Orsay, al musée des Augustins a Tolosa, al Petit Palais di Ginevra e altri musei francesi e europei.
Fece parte della scuola post-impressionista ed espose alla galleria di Paul Durand-Ruel.